# Deltalumit
Das Mineral Deltalumit ist ein sehr selten vorkommendes Oxid aus der Spinell-Supergruppe mit der Endgliedzusammensetzung (Al0,67◻0,33)Al2O4. Es kristallisiert im tetragonalem Kristallsystem und tritt in Form weißer bis blass gelber, prismatischer Kristalle von bis zu 0,03 mm Größe auf. Die Kristalle bilden rundliche Aggregate von bis zu 0,2 mm Größe.
Typlokalität sind die Basalte der Spalteneruption von 2012-2013 am Südhang des Vulkans Ploski Tolbatschik auf der Halbinsel Kamtschatka in Russland.

## Etymologie und Geschichte
Das gegen Ende des 19. Jahrhunderts eingeführte Bayer-Verfahren zur Reinigung von Bauxit bildet die Grundlage der weltweiten Aluminiumindustrie. Hierbei wird kristallines Aluminiumhydroxid ausgefällt und anschließend durch Erhitzen auf über 1000 °C in Korund (α-Aluminiumoxid) umgewandelt. Diese Umwandlung erfolgt über mehrere, metastabile Zwischenprodukte, einige davon Al2O3 mit Spinellstruktur, darunter γ- und δ-Aluminiumoxid. Wegen der großen technischen Bedeutung dieser Umwandlungsreaktionen und der dabei entstehenden Zwischenprodukte werden die diversen Modifikationen des Aluminiumoxids seit Beginn des 20. Jahrhunderts intensiv erforscht.
Korund (α-Aluminiumoxid) war lange Zeit das einzige bekannte, natürlich vorkommende Aluminiumoxid, bis im Jahr 2016 eine russische Arbeitsgruppe um Igor V. Pekov das natürliche Äquivalent des δ-Aluminiumoxids beschrieb. Die Gesteinsprobe, in der das neue Mineral später gefunden wurde, wurde bereits im Jahr 2012 während der großen Spalteneruption 2 km entfernt vom Lavastrom am Südhang des Ploski Tolbatschik gesammelt. Benannt wurde das neue Mineral nach dem synthetischen Delta-Aluminiumoxid Deltalumit.

## Klassifikation
Die strukturelle Klassifikation der International Mineralogical Association (IMA) zählt den Deltalumit zur Spinell-Supergruppe, wo er zusammen mit Chromit, Cochromit, Coulsonit, Cuprospinell, Dellagiustait, Franklinit, Gahnit, Galaxit, Guit, Hausmannit, Hercynit, Hetaerolith, Jakobsit, Maghemit, Magnesiochromit, Magnesiocoulsonit, Magnesioferrit, Magnetit, Manganochromit, Spinell, Thermaerogenit, Titanomaghemit, Trevorit, Vuorelainenit und Zincochromit die Spinell-Untergruppe innerhalb der Oxispinelle bildet. Ebenfalls in diese Gruppe gehören die nach 2018 beschriebenen Oxispinelle Chihmingit und Chukochenit sowie der Nichromit, dessen Name von der CNMNC der IMA noch nicht anerkannt worden ist.
In der veralteten 8. Auflage der Mineralsystematik nach Strunz ist der Deltalumit ebenso wenig verzeichnet, wie im zuletzt 2018 überarbeiteten und aktualisierten Lapis-Mineralienverzeichnis nach Stefan Weiß, dessen „Lapis-Systematik“ sich im Aufbau noch nach dieser alten Form der Systematik von Karl Hugo Strunz richtet.
Die von 2001 bis 2009 von der IMA verwendete 9. Auflage der Strunz’schen Mineralsystematik kennt den Deltalumit ebenfalls noch nicht.
Auch die vorwiegend im englischen Sprachraum gebräuchliche Systematik der Minerale nach Dana führt den Deltalumit noch nicht auf.
Die von der Mineraldatenbank „Mindat.org“ weitergeführte Strunz-Klassifikation, die sich im Aufbau nach der 9. Auflage der Strunz’schen Mineralsystematik richtet, ordnet den Deltalumit in die Klasse der „Oxide und Hydroxide“ und dort in die Abteilung „Metall : Sauerstoff = 3 : 4 und vergleichbare“ (englisch Metal : Oxygen = 3 : 4 and similar) ein. Diese ist weiter unterteilt nach der relativen Größe der beteiligten Kationen und Deltalumit ist entsprechend seiner Zusammensetzung in die Unterabteilung „Mit ausschließlich mittelgroßen Kationen“ (englisch With only medium-sized cations) mit der Systemnummer 4.BA. eingeordnet worden (vergleiche dazu die gleichnamige Unterabteilung in der Klassifikation nach Strunz (9. Auflage)). Eine weitergehende Einordnung in eine bestimmte Mineralgruppe gibt es bisher nicht.

## Chemismus
Reiner Deltalumit hat die Endgliedzusammensetzung (Al0,67◻0,33)Al2O4 und ist das Aluminium-Analog von Maghemit ((Fe3+0,67☐0,33)Fe3+2O4). Die Zusammensetzung des Aluminium-Defekt-Spinells aus der Typlokalität entspricht recht genau der idealen Zusammensetzung mit Spurengehalten von SiO2.

## Kristallstruktur
Natürlicher Deltalumit kristallisiert mit tetragonaler Symmetrie der Raumgruppe P4m2 (Raumgruppen-Nr. 115) und dem Gitterparametern a = 5,608(1) Å und c = 23,513(7) Å sowie 16 Formeleinheiten pro Elementarzelle mit der Struktur von Spinell.
Für synthetisches δ-Aluminiumoxid liegen diverse Strukturbestimmungen vor. Ältere Arbeiten aus den 1960 bis 1970er Jahren geben für Deltalumit eine tetragonale Symmetrie mit Gitternkonstanten um a = 7,96 Å und c = 23,47 Å an. Französische Materialwissenschaftler bestimmten 1990 ebenfalls tetragonale Symmetrie in der Raumgruppe P4m2 (Raumgruppen-Nr. 115) mit a = 5,599 Å und c = 23,657 Å. Die tetragonale Verzerrung der Spinellstruktur führen sie auf eine geordnete Verteilung von Leerstellen und Aluminium auf den Oktaederpositionen zurück. Eine spätere Untersuchung von δ-Al2O3, das aus γ-Al2O3 synthetisiert wurde, ergab eine Symmetrie der Raumgruppe P422 (Raumgruppen-Nr. 89) mit a = 7,9631(7) Å und c = 23,3975(23) Å. Diese Autoren leiten die Struktur von der des γ-Al2O3 durch eine einfache Verdreifachung von dessen Elementarzelle ab. Eine aktuelle Arbeit von 2014 schließlich beschreibt die δ-Al2O3-Struktur als komplexe Verwachsung von zwei strukturellen Varianten des Aluminiumoxids.

## Bildung und Fundorte

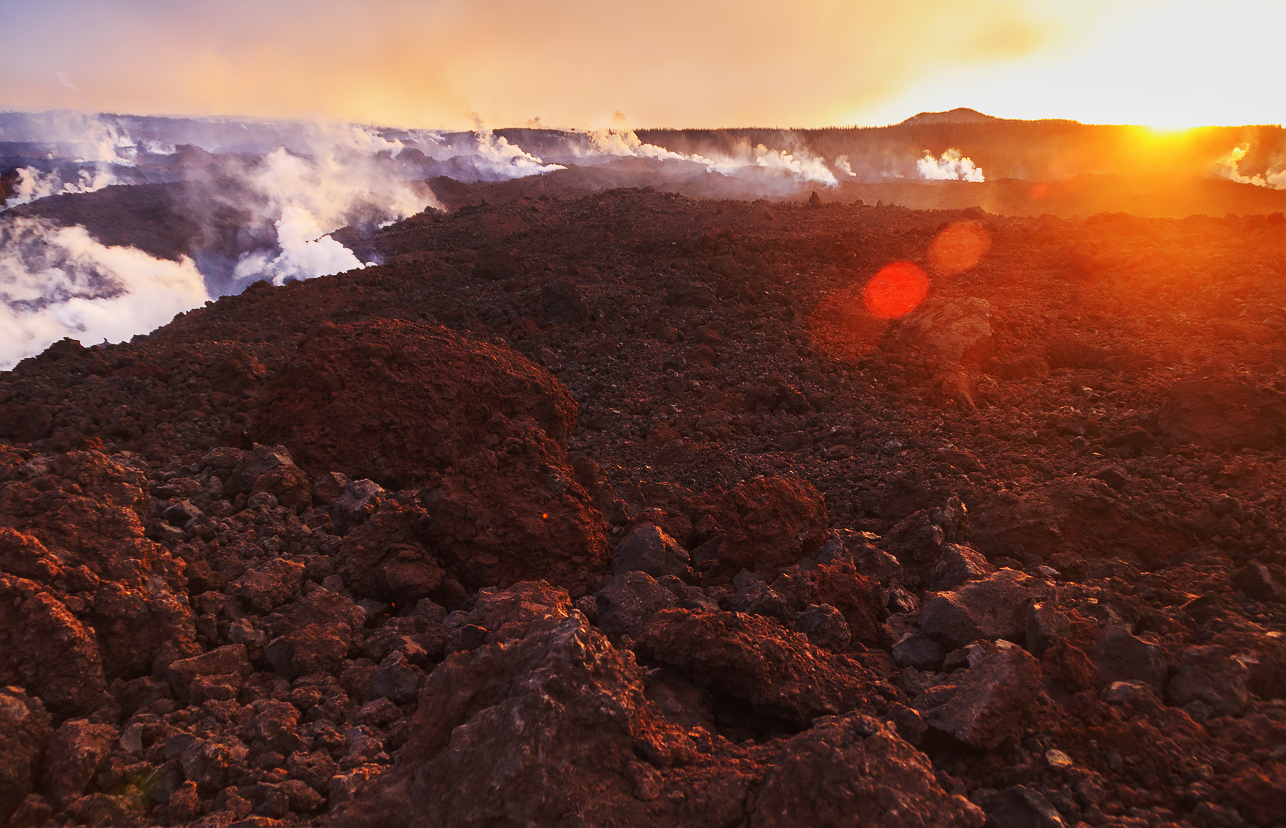
Abkühlender Lavastrom der Spalteneruption des Tolbatschik 2012

Deltalumit ist ein extrem seltenes Mineral und weltweit bislang nur an drei Fundorten beschrieben worden (Stand 2024).
Die Typlokalität sind die Basalte der Spalteneruption von 2012 bis 2013 am Südhang des Vulkans Ploski Tolbatschik auf der Halbinsel Kamtschatka in Russland. Deltalumit bildete sich hier bei Atmosphärendruck und 600–800 °C bei der Reaktion von heißen, vulkanischen Gasen mit Basalt. Quelle des Aluminiums ist entweder der Basalt selbst oder sekundäre Aluminiumoxide oder -hydroxide (Böhmit), die durch die Fumarolengase erhitzt und umgewandelt wurden. Als Begleitmineral tritt Korund auf.
In den podiformen (oval, schalen- oder hüllenförmig) Chromititen des Luobusa-Ophiolith im Kreis Qusum der bezirksfreien Stadt Shannan in Tibet wurde Deltalumit als Einschluss in Korund zusammen mit Wenjiit (Ti10(Si,P,☐)7), Jingsuiit (TiB2), Osbornit (TiN), Khamrabaevit ((Ti,V,Fe)C) und einem Kalium-haltigen, Dmisteinbergit-artigen (Ca(Al2Si2O8)) Mineral gefunden.